# Humboltski galeb
Humboltski galeb (lat. Larus belcheri) galeb je iz obitelji Laridae koja živi duž pacifičke obale Južne Amerike. Prije je obuhvaćao vrlo sličnog olrogovog galeba kao podvrstu, ali ta se ptica pojavljuje na atlantskoj obali Južne Amerike i sada je prihvaćena kao Larus atlanticus. Belcherov galeb srednje je veličine s crnkastim plaštem, bijelom glavom i donjim dijelovima, crnom trakom na inače bijelom repu i žutim kljunom s crveno-crnim vrhom. Odrasle jedinke u periodu prije spolne zrelosti imaju smećkasto-crnu glavu i bijeli očni prsten. Ova je vrsta nazvana po britanskom istraživaču Sir Edwardu Belcheru koji je provodio istraživanja na pacifičkoj obali Južne Amerike. 

## Opis
Humboltski galeb raste u duljinu oko 49 cm. Mužjaci i ženke slični su po izgledu, a u sezoni parenja odrasla ptica ima bijelu glavu i vrlo blijedosiv vrat i donji dio. Ogrtač i leđa su sivocrni, a rep je bijel sa širokim crnim trakom na podkonu i bijelim zadnjim rubom. Pokrivači krila i primarni dijelovi su crni, a sekundarni tamnosivi s bijelim vrhovima. Oko je crno, kljun žut s prepoznatljivim crveno-crnim vrhom, a noge i stopala žuti. Izvan sezone parenja, glava je tamnosmeđa s bijelim prstenom koji okružuje oko. Mlade ptice su išarane smeđom i bijelom bojom, a odraslo perje dobivaju tijekom treće godine. Humboltskog galeba može se zamijeniti s nešto većim južnim galebom (Larus dominicanus), ali ta vrsta ima mali bijeli vrh na svom inače crnom krilu, a na repu joj nedostaje crna traka Humboltskog galeba.  

## Rasprostranjenost i stanište
Humboltski galeb živi na pacifičkoj obali Južne Amerike. Raspon se proteže od sjevernog Perua do sjevernog Čilea, na području pod utjecajem Humboldtove struje, a stanište uključuje stjenovite obale, zaljeve i pučinske otoke. U potrazi za hranom, može se otisnuti na more i po nekoliko kilometara od obale, a hrani se i na stjenovitim obalama kad je oseka. Ova vrsta nije migracijska.

## Ekologija
Humboltski galeb je svežder i strvinar. Hrani se ribom, rakovima, mekušcima i strvinom, a sezonski jajima i gnijezdima morskih ptica. Često ga se vidi s Guanay kormoranima koje gnjavi dok ne povrate svoj plijen koji galebovi zatim pojedu.
Gniježđenje se odvija od prosinca nadalje u malim kolonijama do stotinu parova. Gnijezdi se u rupi u pijesku ili među stijenama u blizini crte plime. U gnijezdu se obično nađu po tri jaja u prosjeku dimenzija 65 x 45 mm, blijeda, prošarana tamnim maslinastozelenim oznakama.

## Status
Procjenjuje se da Humboltski galeb ima ukupnu populaciju manju od deset tisuća jedinki i procijenjeni opseg rasprostranjenosti od 280.000 km2. Ljudski progon ove ptice se smanjio, pa se smatra da se populacija oporavlja. Iz tih razloga, unatoč maloj ukupnoj veličini populacije i ograničenom dometu, Međunarodna unija za zaštitu prirode smatra da je status ptice "Najmanja zabrinutost".

## Vanjske poveznice
|  | Zajednički poslužitelj ima još gradiva o temi Larus belcheri |
|  | Wikivrste imaju podatke o taksonu Larus belcheri             |